# Eta Aquaride

Animație a orbitei cometei 1P/Halley (1986) apariția
1P/Halley
Pământul
Soarele

Eta Aquaridele sunt o ploaie de meteori asociată Cometei Halley, întocmai ca și Orionidele, Pământul întretăindu-i traiectoria de două ori, în fiecare revoluție solară a sa.
Fenomenul este vizibil în fiecare an, primăvara, între sfârșitul lunii aprilie și începutul lunii mai, cu vârful de activitate la 6 mai.

## Observare
Eta Aquaridele au primit acest nume prin faptul că radiantul lor se situează în constelația Vărsătorul, în proximitatea uneia dintre stelele sale cele mai strălucitoare, Eta Aquarii. 
Eta Aquaridele nu constituie ploaia de meteori cea mai spectaculoasă, cu un maximum de o duzină de meteori pe oră. În 2005, ploaia de meteori a fost mai observabilă întrucât a survenit în vecinătatea unei Luni noi.
Eta Aquaridele, ca toate ploile de meteori, sunt observabile, de preferință, câteva ore înainte de zori, departe de luminile orașelor.